# Rhonda Shear
Rhonda Honey Shear  (* 12. November 1954 in New Orleans, Louisiana) ist eine US-amerikanische Schauspielerin und Moderatorin.

## Leben
Shear besuchte die Loyola University New Orleans, die sie mit dem Bachelortitel in Kommunikationswissenschaft abschloss. Sie nahm in den frühen 1970er Jahren an verschiedenen Schönheitswettbewerben teil. 1975 gewann sie den Titel Miss Louisiana und vertrat den Bundesstaat bei der Wahl zur Miss USA. Ihr Spielfilmdebüt hatte sie 1976 in einer kleinen Nebenrolle im Horrorfilm Rache aus dem Jenseits mit Louis Gossett junior. Ab Anfang der 1980er Jahre hatte sie zahlreiche Gastauftritte in erfolgreichen Fernsehserien wie Dallas, Das A-Team und Ein Colt für alle Fälle. Größere Spielfilmrollen hatte sie nur in B-Movies wie Im Auftrag des Planeten Nerva neben Pat Morita und Sam J. Jones und Prison–A–Go–Go!.
Bekannt wurde sie in den Vereinigten Staaten als Moderatorin der Spielfilmreihe USA Up All Night auf USA Network. Zwischen 1991 und 1998 moderierte sie die Freitagsausgabe der Reihe, während Gilbert Gottfried durch die Samstagsausgabe führte. Zudem hatte sie einen Gastauftritt bei der WWE-Großveranstaltung Wrestlemania X. 1993 war sie in der US-amerikanischen Ausgabe des Playboy zu sehen. Shear entwarf zudem eigene Unterwäschekollektionen, die sie über Homeshoppingkanäle und ein eigenes Ladengeschäft vertreibt.
Shear ist verheiratet und hat keine Kinder.

## Filmografie (Auswahl)
- 1976: Rache aus dem Jenseits (J.D.'s Revenge)
- 1980: Galaxina
- 1982: CHiPs (Fernsehserie, 1 Folge)
- 1982: Dallas (Fernsehserie, 3 Folgen)
- 1983: Das A-Team (The A-Team, Fernsehserie, 1 Folge)
- 1983: Ein Colt für alle Fälle (The Fall Guy, Fernsehserie, 1 Folge)
- 1983: Hart aber herzlich (Hart to Hart, Fernsehserie, Folge Schnüffeleien)
- 1985: Cheers (Fernsehserie, 1 Folge)
- 1987: Mel Brooks’ Spaceballs (Spaceballs)
- 1990: Eine schrecklich nette Familie (Married... with Children, Fernsehserie, 1 Folge)
- 1990: Full House (Fernsehserie, 1 Folge)
- 1994: Palm Beach-Duo (Silk Stalkings, Fernsehserie, 1 Folge)
- 1998: Auf schlimmer und ewig (Unhappily Ever After, Fernsehserie, 1 Folge)
- 2013: The Peter Austin Noto Show (Fernsehserie, 9 Folgen)

## Auszeichnungen
- 1983: Miss Golden Globe